# Yūya Hashiuchi
Yūya Hashiuchi (japanisch 橋内 優也 Hashiuchi Yūya; * 13. Juli 1987 in der Präfektur Shiga) ist ein japanischer Fußballspieler.

## Karriere
Hashiuchi erlernte das Fußballspielen in der Schulmannschaft der Tokai University Daigo High School. Seinen ersten Vertrag unterschrieb er 2006 bei Sanfrecce Hiroshima. Der Verein spielte in der höchsten Liga des Landes, der J1 League. Am Ende der Saison 2007 stieg der Verein in die J2 League ab. 2008 wurde er mit dem Verein Meister der J2 League und stieg wieder in die J1 League auf. Für den Verein absolvierte er vier Ligaspiele. Im September 2009 wechselte er zum Drittligisten Gainare Tottori. 2012 wechselte er zum Zweitligisten Tokushima Vortis. Am Ende der Saison 2013 stieg der Verein in die J1 League auf. Am Ende der Saison 2014 stieg der Verein in die J2 League ab. Für den Verein absolvierte er 124 Ligaspiele. 2017 wechselte er zum Ligakonkurrenten Matsumoto Yamaga FC. 2018 wurde er mit dem Verein Meister der J2 League und stieg in die J1 League auf. Am Ende der Saison 2019 stieg der Verein in die zweite Liga ab. Nach Ende der Saison 2021 belegte er mit dem Verein aus Matsumoto den letzten Tabellenplatz und musste in die dritte Liga absteigen.